# Rauha Rentola
Rauha Rentola (4 de febrero de 1919 – 20 de julio de 2005) fue una actriz teatral, cinematográfica y televisiva finlandesa. Junto a Siiri Angerkoski y Irja Rannikko, fue la actriz finlandesa más prolífica, ingresando incluso en el Libro Guinness de los récords un par de veces por rodar hasta 6 y 7 películas al año.  

## Biografía

### Inicios
Su nombre completo era Rauha Olivia Elisabet Rentola, y nació en Kuhmoinen, Finlandia, siendo sus padres Antti Rentola y Suoma Konkola. Era ella un bebé cuando su padre falleció, con lo cual la familia se mudó a Helsinki. Rentola, que tenía cuatro hermanos, ingresó en la escuela de danza de Helvi Salminen y en el Teatro Nacional de Finlandia a los nueve años de edad, empezando a soñar con la posibilidad de hacerse actriz teatral.
Tras sus años escolares estudió canto en el conservatorio, además de piano durante un año. Presentó una solicitud para ingresar en la Academia de Teatro de la Universidad de las Artes de Helsinki, en la que permaneció dos años, complementando su formación con diferentes cursos, tanto en Finlandia como en otros países europeos.

### Carrera teatral
Tras graduarse, Rentola pudo trabajar en el Helsingin Kansanteatteri entre 1940 y 1944. Allí comenzó como ayudante del apuntador, subiendo poco a poco puestos hasta llegar a actuar. Sus primeras actuaciones eran papeles de corta duración, aunque llegó su oportunidad con el personaje de Lola en Sininen olkihattu en 1943. Un posterior trabajo como la hermana mayor en la obra Gyurkovicsin tyttäret le valió una invitación para actuar en el Teatro Nacional de Finlandia.
Rentola actuó en el Teatro Nacional desde el 1 de julio de 1944 hasta su jubilación. Su papel decisivo en dicho teatro fue el de Masha en la pieza de Antón Chéjov Las tres hermanas. A partir de entonces Rentola formó parte del elenco de actores que formó Eino Kalima para representar obras de Chéjov, y que incluía a Eeva-Kaarina Volanen, Tarmo Manni y Vilho Siivola. Entre sus actuaciones con dicho grupo, aclamadas internacionalmente, figuran las llevadas a cabo en El jardín de los cerezos (1953), Las tres hermanas en 1956, La gaviota (1961) y Tío Vania (1966).
Sin embargo, bajo la dirección de Kalima, Rentola también tuvo la oportunidad de brillar con otros autores, como fue el caso de Jean-Paul Sartre (Las manos sucias en 1948), Shakespeare (Noche de reyes en 1949) y Tennessee Williams (Un tranvía llamado Deseo en 1950).
En 1950 asumió la dirección del Teatro Nacional Arvi Kivimaa, empezando a decaer la carrera de Rentola, obteniendo cada vez papeles más pequeños y con menor asiduidad. En esos años actuó en Hirsipuumiehen (1955), Seitsemännentoista nuken kesä (1958) y Karkurien (1960).
En las temporadas 1961–1963 Rentola fue actriz invitada del Kaupunginteatteri de Turku, donde volvió a interpretar papeles de importancia, como los de Megin en Panttivangin y Ann Sullivan en Ihmeidentekijän. En Turku remontó su carrera, y obtuvo en dos ocasiones el Premio Wenander. Tras su paso por Turku, la actriz volvió al Teatro Nacional, donde volvió a tener poca actividad. En la década de 1960, además de representar a Chéjov, actuó en la obra de Máximo Gorki Auringon lapset (1968).
Rauha Rentola se retiró del Teatro Nacional de Finlandia en 1987. Su última obra fue la pieza de Juri Ljubimov Komeljanttarit.

### Cine y televisión
Rentola hizo su primer papel en el cine en el film de 1939 Vihtori ja Klaara. Sus actuaciones fueron habitualmente de reparto, siendo su primer personaje importante el que interpretó en la cinta de Ilmari Unho Kuollut mies rakastuu (1942). Actriz en nómina de la productora Suomi-Filmi en 1941–1944, otros de sus papeles de reparto destacados fueron los de las comedias de Valentin Vaala Dynamiittityttö (1944) y Vuokrasulhanen (1945), recibiendo por la última el Premio Jussi. En esa misma década actuó igualmente en Ruma Elsa (1949) y Katarina kaunis leski (1950).
Rentola fue la actriz protagonista de Huhtikuu tulee (1953), Pastori Jussilainen (1955) y Naiset, jotka minulle annoit (1962). Como actriz de reparto, ganó nuevamente el Premio Jussi por sus actuaciones en Asessorin naishuolet (1958) y Me (1961).
Su última película, dirigida por Spede Pasanen, fue Liian iso keikka (1986). También actriz televisiva, entre otras producciones, en 1975 actuó en la serie Naapurilähiö, y en los años 1990 en la serie Bongari.

### Otras actividades
Rentola actuó también en numerosas ocasiones en la radio, como en la emisión dirigida por Toini Vuoristo Bambi. Además, a lo largo de 25 años fue escuchada como Vilma Väkäleuka en Noita Nokinenä. Actuó igualmente en los episodios ”Päävoitto”, ”Viimeinen tahto vie läpi harmaan kiven”, ”Liukkaasti lääkärille”, ”Varsinaiset vaalit” y ”Nainen kuin nainen” de la serie Knalli ja sateenvarjo. Finalmente en los años 1950 y 1960 fue actriz en la emisión radiofónica dedicada al personaje Paul Temple.
Además de su trabajo radiofónico, Rentola fue actriz de voz, participando en el doblaje de varias películas de The Walt Disney Company. El último papel de su vida fue en esa faceta en la cinta La dama y el vagabundo II en 2001.

### Vida privada
Por su trayectoria artística, Rentola fue premiada en el año 1967 con la Medalla Pro Finlandia.
Rauha Rentola falleció en el Hospital Meilahti de Helsinki en 2005, a los 86 años de edad. Fue enterrada en el Antiguo Cementerio de Jämsä.

## Filmografía (selección)
- 1942 : Kuollut mies vihastuu
- 1944 : Dynamiittityttö
- 1945 : Vuokrasulhanen
- 1946 : Synnin jäljet
- 1947 : Suopursu kukkii
- 1949 : Prinsessa Ruusunen
- 1949 : Katupeilin takana
- 1949 : Kalle-Kustaa Korkin seikkailut
- 1950 : Hallin Janne
- 1952 : Radio tulee hulluksi
- 1953 : Kolmiapila
- 1953 : Huhtikuu tulee
- 1954 : Kasarmin tytär
- 1954 : Kun on tunteet
- 1955 : Pastori Jussilainen
- 1956 : Silja – nuorena nukkunut
- 1956 : Olet mennyt minun vereeni
- 1957 : Niskavuori taistelee
- 1958 : Asessorin naishuolet
- 1958 : Paksunahka
- 1959 : Kovaa peliä Pohjolassa
- 1961 : Me
- 1961 : Kaasua, komisario Palmu!
- 1961 : Tyttö ja hattu
- 1961 : Voi veljet, mikä päivä!
- 1962 : Hän varasti elämän
- 1962 : Naiset, jotka minulle annoit
- 1963 : Turkasen tenava!
- 1982 : Jousiampuja
- 1986 : Liian iso keikka

## Actriz de voz
- 1950 : Cinderella (película)
- 1955 : La dama y el vagabundo
- 1959 : La bella durmiente
- 1961 : 101 dálmatas
- 1964 : Mary Poppins
- 1981 : The Fox and the Hound
- 1989 : La sirenita
- 1991 : La bella y la bestia
- 1993 : Candy Candy
- 1995 : Pocahontas
- 1998 : Pocahontas 2: viaje a un nuevo mundo
- 2001 : La dama y el vagabundo II